# اولکساندریا
اولکساندریا (به روسی: Олександрія) شهری در استان کیرووهراد در کشور اوکراین واقع شده‌است. جمعیت این شهر ۷۷,۳۰۳ نفر (۲۰۲۱ تخمینی)است.